# Ernst Goldschmidt
Ernst Ludvig Goldschmidt (12. januar 1879 i København – 31. marts 1959 på Rigshospitalet sammesteds) var en dansk maler, kunsthistoriker, forfatter og anmelder, far til Verner Goldschmidt.

## Uddannelse og udstillinger
Han var søn af grosserer, senere direktør Selmar Goldschmidt (1851-1922) og Henriette Nathan (1852-1919).
Goldschmidt stod først i handelslære og blev så dimitteret fra Sophus Vermehrens tegneskole til Kunstakademiet i København i perioden november 1899 til april 1903 og på Kristian Zahrtmanns skole vinteren 1903-04 og november og december 1904.
Ernst Goldschmidt udstillede på Afviste Kunstneres Udstilling 1905, Charlottenborg Forårsudstilling 1906 og blev medlem af Den Frie Udstilling 1907, men deltog i udvandringen herfra i 1913 og var 1915 medstifter af Grønningen, hvor han forblev aktiv deltager.
Han fik senere plads på udstillingerne i München 1913, Göteborg 1923, på Unionalerne i Stockholm 1927 og København 1931, Ung dansk Kunst 1910, Moderne dansk Kunst 1925, kunststævnet i Forum 1929, de danske udstillinger i Stockholm 1919 og USA 1927 og en separatudstilling i Kunstforeningen 1920.

## Stil
Han stod det modernistiske gennembruds malere nær, især Harald Giersing, Sigurd Swane og Karl Isakson. Sammen med Giersing blev han omkring 1910 bannerfører for en fornyet orientering mod fransk kunst. Fordybelsen i den rene form og den rene farve førte dog ikke til en opgivelse af det motiviske. Goldschmidt bibeholdt et traditionelt emnevalg med landskabet som det dominerende. Her forblev han konservativ, og det synes som om de parisiske strømninger efter impressionismen, trods hans kendskab til f.eks. Henri Matisses farveeksperimenter og tidens Cézanne-inspirerede formopfattelse, spillede en mindre rolle end hans tolkning og dybe fortrolighed med traditionen fra Antoine Watteau, Eugène Delacroix og Camille Corot. Som ung viser Goldschmidt et talent og en trang til fornyelse, som den senere produktion ikke formår at leve op til.

## Kunsthistoriker og -kritiker
Måske i erkendelse af manglende talent, gjorde Goldschmidt en stor indsats som kunsthistoriker. 1910-11 udgav han Det nye Kunstblad, og i en årrække skrev han anmeldelser og kronikker i Politiken. Desuden var han medstifter af Foreningen Fransk Kunst 1918.
Under Besættelsen flygtede han som jøde til Stockholm, hvor han skrev en monografi om Jean-Baptiste-Siméon Chardin. Andre værker fra hans hånd er Dix eauxfortes de Oluf Hartmann med tekst (1912) og Le peintre Pierre Subleyras (1925). Som et hovedværk vil hans værk om fransk malerkunst, Frankrigs Malerkunst, dens Farve, dens Historie, bind 1-6, 1914-38, med supplerende bind to i 1950 og et i 1953, blive stående.
I 1913 modtog han Oluf Hartmanns Legat for unge Malere, og 1952 blev Goldschmidt overordentligt medlem af Kunstakademiet.

## Ægteskaber
Han blev gift første gang i 1910 med portrætmaleren Augusta Thejll Clemmensen, datter af arkitekt Andreas Thejll og Betzy født Steenberg. Ægteskabet blev opløst før 1912, og hun blev gift med Mogens Clemmensen. Goldschmidt blev gift anden gang med Karen Cosman Levysohn (17. november 1888 i København – 25. juli 1951 i Gentofte), datter af overretssagfører Konrad Cosman Levysohn (1862-1925, gift 2. gang 1909 med Erica Valborg Jacobsen, 1877-1956) og Ellen Heyman (1866-1942). Også dette ægteskab blev opløst. Hun blev gift 2. gang 1928 med kontorchef i Københavns Magistrat Charles Alfred Abrahams (1876-1966, gift 1. gang 1902 med Ingeborg Frederikke Goldschmidt,(storesøster til Ernst Goldschmidt)).
Goldschmidt er begravet på Mariebjerg Kirkegård.